# Infierno en el paraíso
 (срп. Пакао у рају) је мексичка теленовела, продукцијске куће Телевиса, снимана 1999.

## Синопсис
Алехандро Валдивија успешан је власник имања „Рај“, ожењен је Фернандом, лепом али помало неозбиљном женом. Једног дана открива да му је супруга неверна и супротставља јој се, она покушава да побегне, али Алехандро, љут и у нападу љубоморе, изазива аутомобилску несрећу у којој Фернанда нестаје. Мислећи да је убио супругу, Алехандро покушава да изврши самоубиство. Међутим, баш се у том тренутку у његовом животу појављује Марјан, девојка доста млађа од њега, која га спречава у намери да се убије, а у коју се он безнадежно заљубљује. Он жели да започе нови живот са симпатичном девојком, али, се његова породица противи, посебно његова сестра Даријана, која жели његово наследство само за себе и свог сина, због чега почиње лавина сплетки и злочина како би спречила свог брата у намери да остари са оном коју жели.

## Улоге
| Глумац              | Улога          |
| ------------------- | -------------- |
| Алисија Мачадо      | Марјан         |
| Хуан Ферара         | Алехандро      |
| Хулиета Росен       | Фернанда       |
| Дијана Брачо        | Даријана       |
| Хулио Брачо         | Антонио        |
| Ектор Суарез        | Рикардо        |
| Магда Гузман        | Фернанда Нанда |
| Итати Канторал      | Франческа      |
| Роса Марија Бијанчи | Долорес        |
| Арсенио Кампос      | Сантијаго      |
| Елизабет Агилар     | Кони           |
| Роксана Кастељнос   | Џанет          |
| Елса Карденас       | Елса           |
| Марлен Фавела       | Патрисија      |
| Пако Ибањез         | Федерико       |
| Арчи Лафранко       | Паул           |
| Исраел Хаитович     | Херардо        |
| Артуро Лафан        | Фермин         |
| Аурора Молина       | Ерминија       |